# Xavi Andorrà
Xavi Andorrà, född 7 juni 1985 i Andorra la Vella, är en andorransk fotbollsspelare.
Han har bland annat spelat för klubbarna FC Andorra, FC Santa Coloma och Inter Club d'Escaldes. Han spelade därtill 25 A-landskamper för Andorra, den första mot Tjeckien 2005 och den sista mot Turkiet 2013.